# Fairfield (Karolina Północna)
Fairfield – jednostka osadnicza w Stanach Zjednoczonych, w stanie Karolina Północna, w hrabstwie Hyde.